# Перший уряд Федора Лізогуба
Перший уряд Федора Лизогуба — український уряд, часів Української Держави. Сформований 2 травня 1918 року, на його основі сформований новий уряд. Відрізнився швидким наведенням господарчих, гуманітарних та економічних справ в країні. Водночас дотримувався зваженої політики у розвиток української культури. 

## Хронологія
Після затвердження гетьманської форми правління України, повстало питання формування нового уряду. Тимчасово, виконувати функції Отаман-Міністра зголосився Микола Сахно-Устимович який вів перемовини щодо залучення підтримки представників української громадськості. 30 квітня призначено виконувача обов'язки голови Ради Міністрів Миколу Василенка, який мав скласти склад уряду до 1 травня. Василенко звернувся до представників партій соціал-федералістів із пропозицією увійти до складу уряду. Соціалісти висунули власні умови запізно, де залишалось питання 3-4 портфелів міністерств. Водночас вказані умови не відповідали інтересам новоствореної Української Держави з позиції пропонованої конституції. Соціалісти не пішли на компроміс, і 2 травня генерал Вільгельм Гренер заявив представникам лівих партій, що уряд вже сформований. За декілька днів головою Ради Міністрів став Федір Лізогуб. Його звернення до українських діячів національного напряму есерівських партій щодо остаточної комплектації міністерств — відхилено, крім Дмитра Дорошенка, який обіймав посаду міністра закордонних справ Української Держави.  

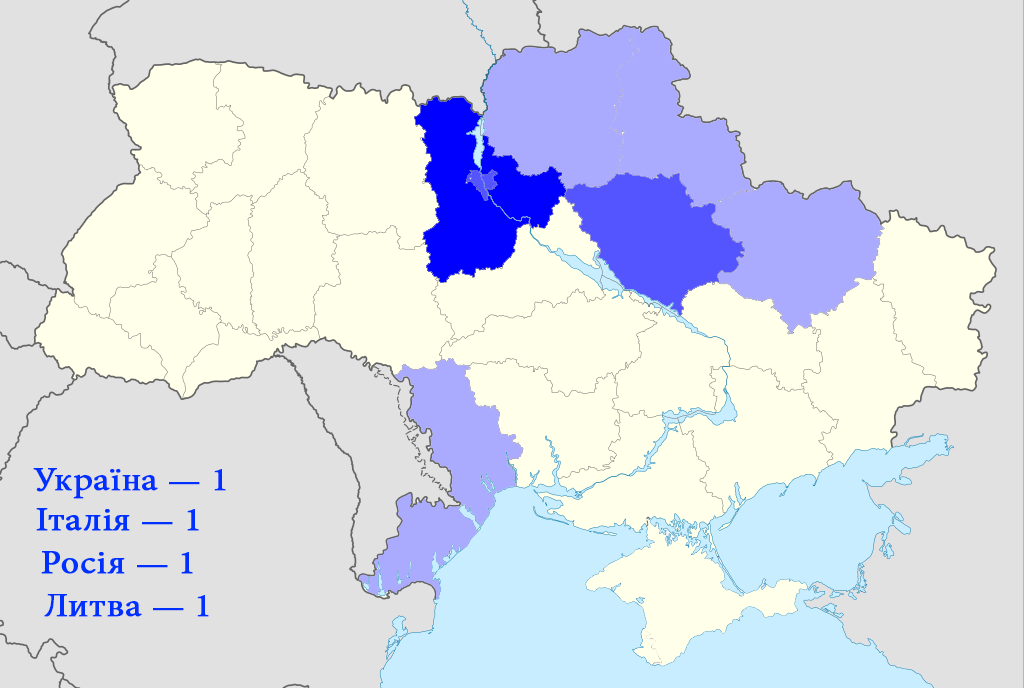
Місце народження українських міністрів першого уряду Федора Лізогуба на сучасній карті України:
1 людина
2 людини
3-4 людини
5 і більше осіб

## Склад Уряду
До середини травня 1918 року перший уряд Федора Лізогуба сформувався та приступив до виконання виконавчих функцій. 
| Посада                                | Очільник | Фото                                       | Партійність                     | Час перебування на посаді | Примітки |
| ------------------------------------- | -------- | ------------------------------------------ | ------------------------------- | ------------------------- | -------- |
| Голова Ради Міністрів                 |          |                                            |                                 |                           |          |
| Федір Лизогуб                         |          | Октябристи                                 | 2 травня 1918                   | [ 1 ]                     |          |
| Міністр закордонних справ             |          |                                            |                                 |                           |          |
| Дмитро Дорошенко                      |          | Українська партія соціалістів-федералістів | 3 травня 1918                   |                           |          |
| Міністр закордонних справ             |          |                                            |                                 |                           |          |
| Микола Василенко                      |          | Конституційно-демократична партія          | 1918                            | [ 2 ]                     |          |
| Міністр військових справ              |          |                                            |                                 |                           |          |
| Олександр Рогоза                      |          | Безпартійний                               | 30 квітня 1918                  |                           |          |
| т.в.о. міністра військових справ      |          |                                            |                                 |                           |          |
| Олександр Сливинський                 |          | Безпартійний                               | 3 травня 1918 — 8 травня 1918   |                           |          |
| Міністр фінансових справ              |          |                                            |                                 |                           |          |
| Антон Ржепецький                      |          | Конституційно-демократична партія          | 10 травня 1918                  |                           |          |
| Міністр земельних справ               |          |                                            |                                 |                           |          |
| Василь Колокольцов                    |          | Безпартійний                               | 10 травня 1918                  | [ 3 ]                     |          |
| Міністр пошт і телеграфів             |          |                                            |                                 |                           |          |
| Федір Лизогуб                         |          | Октябристи                                 | травень 1918                    | [ 2 ]                     |          |
| Міністр сповідань                     |          |                                            |                                 |                           |          |
| Василь Зеньківський                   |          | Безпартійний                               | травень 1918                    |                           |          |
| Міністр торгівлі і промисловості      |          |                                            |                                 |                           |          |
| Сергій Гутник                         |          | Конституційно-демократична партія          | 7 травня 1918                   |                           |          |
| Міністр харчових (продовольчих) справ |          |                                            |                                 |                           |          |
| Юрій Соколовський                     |          | Українська партія соціалістів-федералістів | 29 квітня 1918                  | [ 4 ]                     |          |
| Міністр народного здоров'я            |          |                                            |                                 |                           |          |
| Всеволод Любинський                   |          | Безпартійний                               | 2 травня 1918                   |                           |          |
| Міністр освіти                        |          |                                            |                                 |                           |          |
| Микола Василенко                      |          | Конституційно-демократична партія          | 30 квітня 1918 — 10 травня 1918 |                           |          |
| Міністр шляхів                        |          |                                            |                                 |                           |          |
| Борис Бутенко                         |          | Українська народна громада                 | 3 травня 1918                   |                           |          |
| Міністр юстиції                       |          |                                            |                                 |                           |          |
| Михайло Чубинський                    |          | Конституційно-демократична партія          | 3 травня 1918                   | [ 5 ]                     |          |
| Міністр праці                         |          |                                            |                                 |                           |          |
| Юлій Вагнер                           |          | Конституційно-демократична партія          | 3 травня 1918                   |                           |          |
| Міністр внутрішніх справ              |          |                                            |                                 |                           |          |
| Федір Лизогуб                         |          | Октябристи                                 | травень 1918                    | [ 6 ]                     |          |
| Державний контролер                   |          |                                            |                                 |                           |          |
| Георгій Афанасьєв                     |          | Безпартійний                               | 3 травня 1918                   |                           |          |
| Державний секретар                    |          |                                            |                                 |                           |          |
| Ігор Кістяківський                    |          | Конституційно-демократична партія          | травень 1918                    | [ 7 ]                     |          |